# Patricia Velásquez

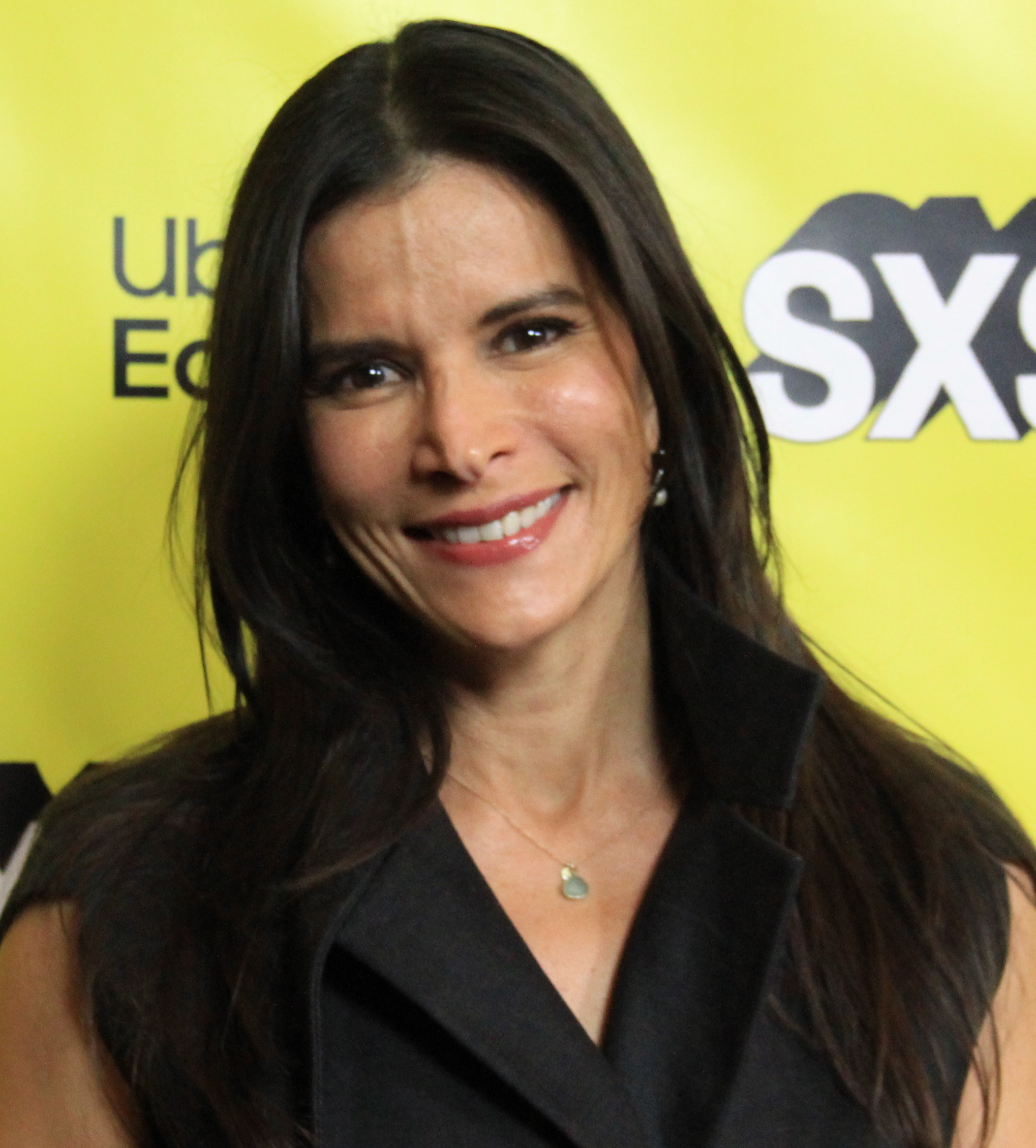
Patricia Velásquez, 2019

Patricia Carola Velásquez Semprún (* 31. Januar 1971 in Maracaibo) ist eine venezolanische Schauspielerin und Fotomodell.

## Leben
Velásquez ist indianischer Abstammung, ihre Mutter war eine Wayúu. 1987 absolvierte sie die San Vicente de Paul High School. Bei der Wahl der „Miss Venezuela“ im Jahr 1989 erreichte sie den zweiten Platz. Sie besuchte das College, wo sie Ingenieurwissenschaften studierte. Dann zog sie nach Mailand, um dort als Fotomodell zu arbeiten. Ihre Fotos erschienen in einigen Ausgaben von Sports Illustrated Swimsuit Issue; sie war unter anderem für Chanel und Victoria’s Secret tätig.
Ihr Schauspieldebüt gab sie 1996 an der Seite von Jean Reno in Francis Vebers Abenteuerfilm Jaguar. Ihre Darstellung der Anck-Su-Namun in den Filmen Die Mumie und Die Mumie kehrt zurück machte sie einem größeren internationalen Publikum bekannt. 2002 spielte sie in dem Historien-Fernsehfilm Fidel & Che die erste Ehefrau von Fidel Castro, Mirta Díaz-Balart. Weitere Film- und Fernsehauftritte folgten, ihr diesbezügliches Schaffen umfasst mehr als drei Dutzend Produktionen.
2002 gründete sie die Stiftung Wayúu Tayá zur Förderung und Unterstützung der Ethnie der Wayúu.
2003 wurde sie von Kōichirō Matsuura zum UNESCO Artist for Peace ernannt.

## Filmografie (Auswahl)
- 1992: Red Hot Chili Peppers: Breaking the Girl (Musik-Video)
- 1996: Jaguar (Le Jaguar)
- 1997: Eruption
- 1999: Beowulf
- 1999: Die Mumie (The Mummy)
- 1999: No Vacancy
- 1999: Facade
- 2000: Committed – Einmal 7. Himmel und zurück (Committed)
- 2000: San Bernardo
- 2000: Ghetto Superstar (Turn It Up)
- 2001: Die Mumie kehrt zurück (The Mummy Returns)
- 2001: Ed – Der Bowling-Anwalt (Ed Fernsehserie, Folge 2x05)
- 2002: Fidel & Che
- 2003–2004: Arrested Development (Fernsehserie, 5 Folgen)
- 2004: Mindhunters
- 2004: Zapata – El sueño del héroe
- 2002–2004: American Family (Fernsehserie, 15 Folgen)
- 2004: Rescue Me (Fernsehserie, 2 Folgen)
- 2004: The Twelve days of Christmas Eve (Fernsehfilm)
- 2005: CSI: Miami (Fernsehserie, Folge 4x01)
- 2008: The L Word – Wenn Frauen Frauen lieben (The L Word, Fernsehserie, 5 Folgen)
- 2010: Alles Betty! (Ugly Betty) (Fernsehserie, Folge 4x13)
- 2011: Thor – Der Allmächtige (Almighty Thor) (Fernsehfilm)
- 2011: Cenizas eternas
- 2013: Liz in September (Liz en Septiembre)
- 2016: Guys Reading Poems
- 2016: American Girl
- 2017: Little Heroes (Pequeños Héroes)
- 2019: Lloronas Fluch (The Curse of La Llorona)
- 2019: Hawaii Five-0 (Fernsehserie, Folge 9x19)
- 2021: Malignant
- 2021: Breast Cancer Bucket List (Fernsehfilm)
- 2022: Brut Force
- 2022: Free Dead or Alive
- 2022: Satanic Hispanics
- 2023: Maya
- 2025: No Address

## Videospiel
- 2001: SSX Tricky (Marisol Diez Delgado Synchronisation)
- 2018: Shadow of the Tomb Raider (Unuratu Synchronisation)